# 2-es metróvonal (Madrid)
A 2-es metróvonal a Madridi metróhálózat másodikként megnyitott vonala. A 14 km-es vonalon jelenleg 20 állomás található. Napi utasforgalmát tekintve a legforgalmasabb Madridban.

## Járművek
A 2-es vonal a 3400 sorozatba tartozó négykocsis metrószerelvényeket használ 2007 nyara óta.

## Képgaléria

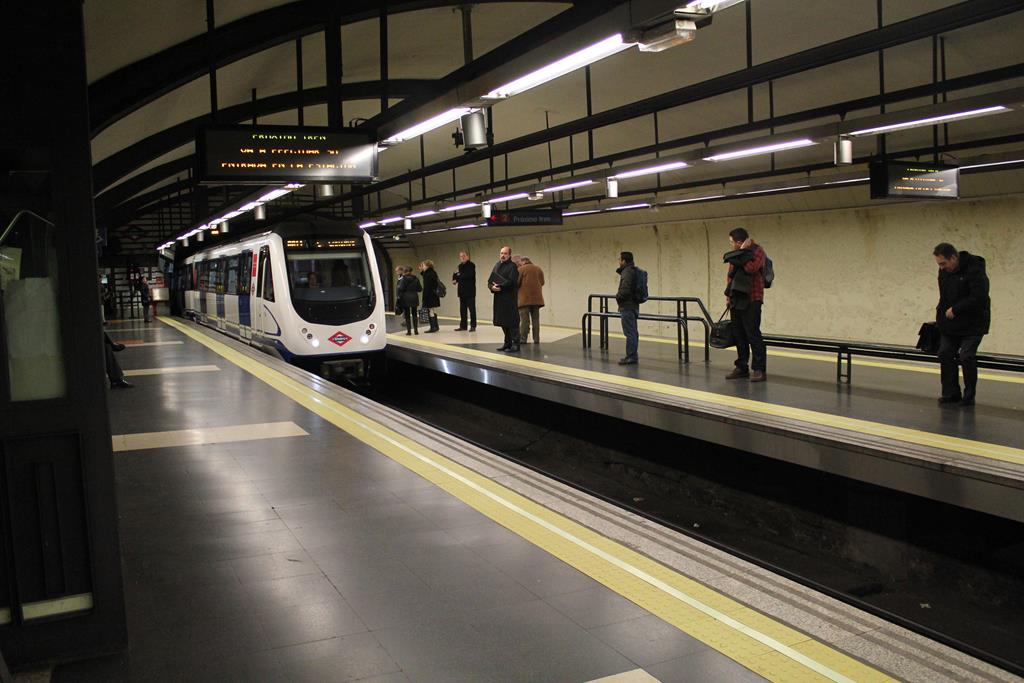
Cuatro Caminos állomás
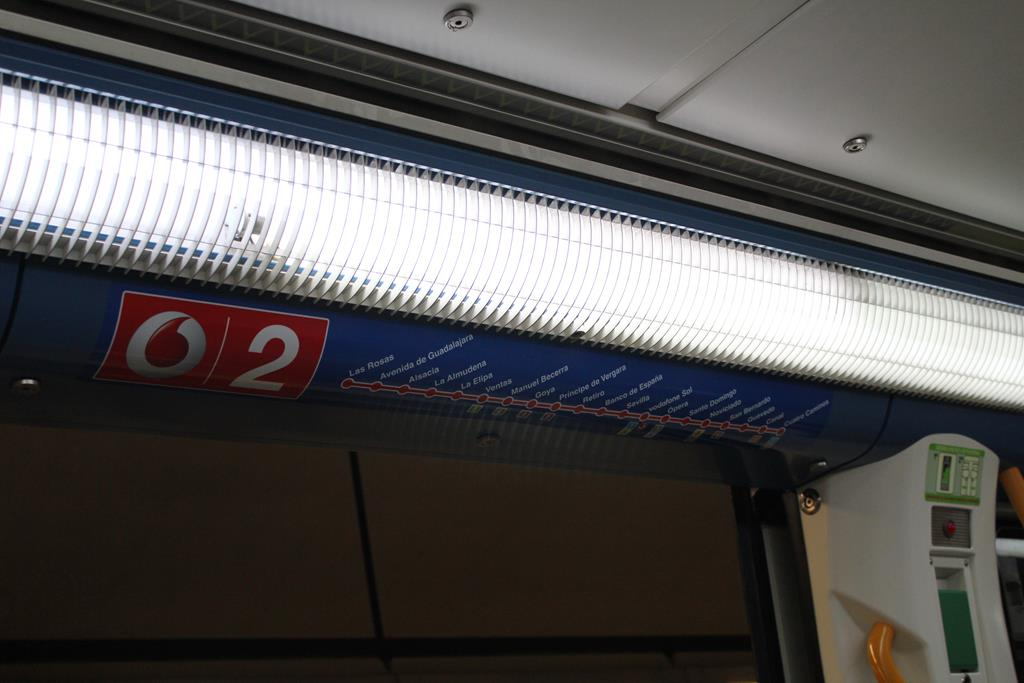
Útvonal-diagram az egyik kocsiban
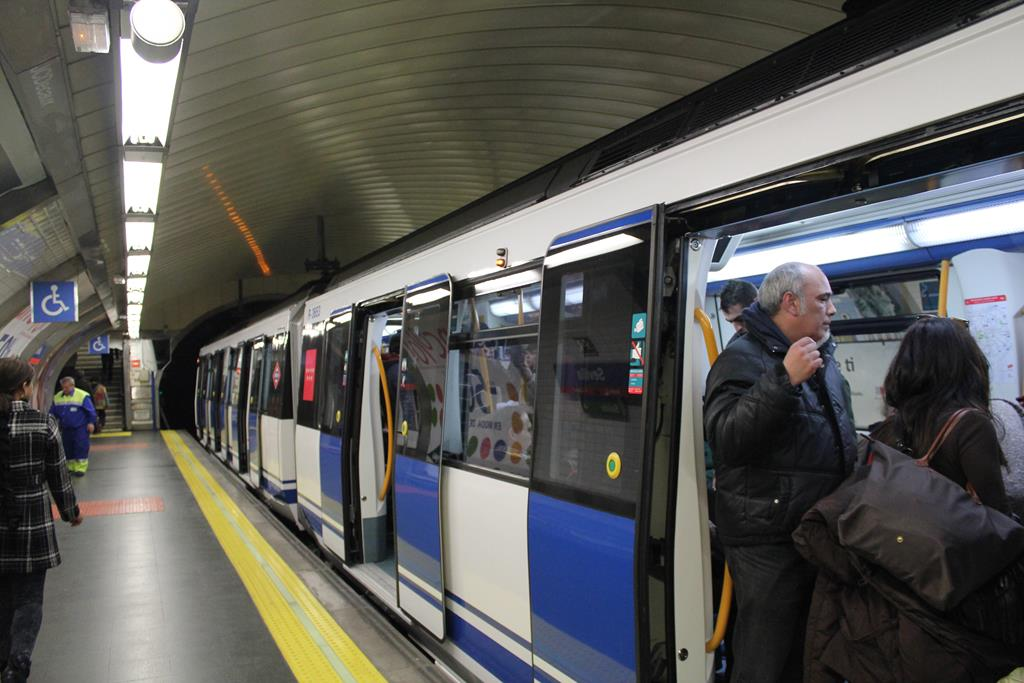
Sevilla állomás